# Úrvalsdeild 1959
Thống kê của Úrvalsdeild mùa giải 1959.

## Tổng quan
Úrvalsdeild 1959 là mùa giải thứ 48 của giải bóng đá ở Iceland, có 6 đội tham gia và lần đầu tiên các đội bóng thi đấu trên sân nhà và sân khách. KR giành chức vô địch. Þórólfur Beck của KR là vua phá lưới với 11 bàn thắng.

## Bảng xếp hạng
| Vị thứ | Câu lạc bộ | St | T  | H | B | BT | BB | HS  | Đ  |
| 1      | KR         | 10 | 10 | 0 | 0 | 41 | 6  | +35 | 20 |
| 2      | ÍA         | 10 | 5  | 1 | 4 | 30 | 19 | +11 | 11 |
| 3      | Valur      | 10 | 5  | 1 | 4 | 18 | 25 | -7  | 11 |
| 4      | Fram       | 10 | 4  | 3 | 3 | 19 | 18 | +1  | 11 |
| 5      | Keflavík   | 10 | 2  | 1 | 7 | 18 | 30 | -12 | 5  |
| 6      | Þróttur    | 10 | 0  | 2 | 8 | 9  | 37 | -28 | 2  |